# 天爐座σ
天爐座σ，又名CD-29 1413，HD 23738、SAO 168820、HR 1171，是天爐座的一颗恒星，视星等为5.9，位于銀經226.81，銀緯-51.61，其B1900.0坐标为赤經3h 42m 22.7s，赤緯-29° -51.61′ 56″。